# Hrvatski Dodgeball Savez
Dodgeball je američki sport koji postaje popularan nakon filma Dodgeball-A True Underdog Story u kojem su glavne uloge igrali Ben Stiller i Vince Vaughn. Cilj igre koja se odigrava u tri različite konkurencije, muškoj, ženskoj i mješovitoj, šest igrača pokušava izbaciti protivničkih šest igrajući s pet lopti. Trajanje same igre je u dva poluvremena od 15 minuta tijekom koje ekipe igraju unutar setova u trajanju od tri minute. 
Hrvatski Dodgeball Savez je športski savez osnovan kao udruga građana 07. lipnja 2018. u Zagrebu na inicijativu Vladimira Kolića, dok je datum upisa u registar udruga bio 03. srpnja 2018. čime otpočinje rad Saveza i aktivnosti vezane za dodgeball u Hrvatskoj. 
Ideja o počecima dodgeballa u Hrvatskoj otpočela je kada je Vladimir Kolić, živeći i radeći u Sjedinjenim Američkim Državama, uvidio popularnost i zanimljivost ovog športa.
Uloga Hrvatskog Dodgeball Saveza je promocija dodgeballa (hrv. graničar) kao športa, održavanje i provedba ligaških i kup natjecanja na području Hrvatske te organiziranje rada reprezentacije. Savez, također savjetodavno sudjeluje u osnivanju novih klubova te provodi edukaciju za nove igrače i igračice dodgeballa na području Hrvatske.
U kolovozu 2018. osnovan je i prvi klub u Hrvatskoj pod nazivom Dodgeball Klub Zagreb. Početkom 2019. počinje s radom i Dodgeball klub Zagreb Zapad sa sjedištem na zagrebačkoj Ljubljanici. Do srpnja 2020. još su osnovani Dodgeball klub Novi Zagreb, DBK Banijske Šare iz Petrinje i DBK Osijek.
Hrvatski Dodgeball Savez početkom 2019. postaje punopravni član Europske Dodgeball federacije (EDF), čime je ostvareno pravo sudjelovanja na međunarodnim natjecanjima.

## Hrvatska reprezentacija na međunarodnim natjecanjima

### Centralno Europsko prvenstvo (CEC) 2019. Usti na Labi
Premijerni nastup na nekom međunarodnom natjecanju Hrvatske Dodgeball reprezentacije imala je u ožujku 2019. godine na trećem Centralnom Europskom natjecanju (Central European Championship  Arhivirana inačica izvorne stranice od 5. kolovoza 2020. (Wayback Machine))  u češkom gradu Usti na Labi. Hrvatska reprezentacija je nastupala u muškoj i mješovitoj konkurenciji. U mješovitoj konkurenciji Hrvatska je ostvarila pretposljednje deveto mjesto pobijedivši ekipu domaćina Češke, dok je muška ekipa Hrvatska svoj nastup završila kao posljednja deseta.
| Utakmice mix reprezentacije | Rezultat              | Faza natjecanja | Utakmice muške reprezentacije | Rezultat              |
| --------------------------- | --------------------- | --------------- | ----------------------------- | --------------------- |
| Hrvatska vs Austrija (C)    | 9-19                  | Grupna faza     | Češka (B) vs Hrvatska         | 32-2                  |
| Hrvatska vs Švedska         | 4-24                  | Grupna faza     | Italija (B) vs Hrvatska       | 19-7                  |
| Hrvatska vs Češka (A)       | 7-21                  | Grupna faza     | Švedska vs Hrvatska           | 21-7                  |
|                             |                       |                 | Austrija (A) vs Hrvatska      | 34-0                  |
| Italija (A) vs Hrvatska     | 25-1                  |                 |                               |                       |
| Utakmica za 9. mjesto       | Utakmica za 9. mjesto | Završnica       | Utakmica za 9. mjesto         | Utakmica za 9. mjesto |
| Hrvatska vs Češka (B)       | 24-8                  | Završnica       | Rumunjska vs Hrvatska         | 16-12                 |

| #  | Muška i mješovita momčad |
| -- | ------------------------ |
| 18 | Vladimir Kolić (c)       |
| 9  | Mario Perić              |
| 15 | Matej Maričak            |
| 2  | Katarina Lopac           |
| 7  | Darko Božek              |
| 8  | Nikola Pleša             |
| 10 | Dominik Krušelj          |
| 12 | Lawan Jaijong            |
| 3  | Blanka Genjga            |
| 6  | Petra Čargonja           |
| 11 | Marko Bejić              |
| 5  | Silvio Šimić             |
| 21 | Tomislav Šarenić         |
| 13 | Luka Korša               |
| T  | Primož Kolbl             |

### Europsko prvenstvo u dodgeballu 2019. u Newcastlu[3]
Hrvatska muška i ženska reprezentacija je krajem srpnja 2019. godine je ostvarila premijerni nastup na desetom Europskom dodgeball prvenstvu u engleskom Newcastlu. Muška reprezentacija je u konkurenciji 14 momčadi završila natjecanje na posljednjem mjestu  Arhivirana inačica izvorne stranice od 5. kolovoza 2020. (Wayback Machine), dok je ženska reprezentacija u svom premijernom nastupu zauzela pretposljednju 12. poziciju  Arhivirana inačica izvorne stranice od 5. kolovoza 2020. (Wayback Machine) ispred reprezentacije Švicarske. 
| Utakmice ženske reprezentacije | Rezultat | Faza natjecanja | Rezultat | Utakmice muške reprezentacije |
| ------------------------------ | -------- | --------------- | -------- | ----------------------------- |
| Hrvatska vs Sjeverna Irska     | 07-19    | Grupna faza     | 30-0     | Italija vs Hrvatska           |
| Hrvatska vs Austrija           | 03-27    | Grupna faza     | 30-0     | Engleska vs Hrvatska          |
| Hrvatska vs Francuska          | 12-12    | Grupna faza     | 14-14    | Nizozemska vs Hrvatska        |
| ##########################     | N/A      | Grupna faza     | 23-9     | Češka vs Hrvatska             |
| Hrvatska vs Irska              | 12-14    | Završnica       | 24-2     | Francuska vs Hrvatska         |
| Hrvatska vs Švicarska          | 20-6     | Završnica       | 15-13    | Njemačka vs Hrvatska          |

| #  | Ženska reprezentacija | Muška reprezentacija | #  |
| -- | --------------------- | -------------------- | -- |
| 3  | Blanka Genjga (c)     | Mario Perić (c)      | 9  |
| 6  | Petra Čargonja        | Vladimir Kolić       | 18 |
| 20 | Julijana Šestan       | Darko Božek          | 7  |
| 2  | Ana Šimunčić          | Marko Bejić          | 11 |
| 16 | Ema Bogunović         | Luka Korša           | 13 |
| 12 | Lawan Jaijong         | Matej Maričak        | 15 |
|    | N/A                   | Nikola Pleša         | 8  |
|    | N/A                   | Vjenceslav Jarnjević | 5  |
|    | N/A                   | Matej Kolar          | 4  |

### Centralno Europsko prvenstvo (CEC) 2020. u Lausanni
Hrvatska dodgeball reprezentacija, krajem veljače i početkom ožujka 2020., sudjeluje na prvenstvu srednje europskih država koje se održavalo u švicarskoj Lausanni s najvećim brojem reprezentativaca do tada, ukupno 25 igrača i stručnim stožerom. Hrvatska je na prvenstvu sudjelovala s ukupno četiri momčadi, s dvije muške i s po jednom ženskom i mješovitom reprezentacijom. U gradu u kojem se nalazi sjedište Međunarodnog Olimpijskog odbora, Hrvatska je ostvarila rezultatski najbolje plasmane na međunarodnim natjecanjima otkad se dodgeball igra u našoj zemlji. 
Ženska reprezentacija ostvaruje najbolji plasman osvojivši 5. mjesto u konkurenciji od osam ženskih reprezentacija. Njihov uspjeh je time veći što su nakon sva tri poraza u skupini, u razigravanju od 5. do 8. mjesta ostvarile dvije pobijede protiv Nizozemske i Švicarske i na taj način proslavile najveći uspjeh ženske reprezentacije na međunarodnim natjecanjima.
Mješovita reprezentacija okupljena oko najboljih igrača muške i ženske reprezentacije ostvarila je jednu pobjedu uz dva poraza u grupnoj fazi natjecanja što je bilo dovoljno za ulazak u četvrtfinale. Dogodilo se prvi put da Hrvatska dodgeball reprezentacija ostvari ulazak u nokaut fazu natjecanja. Prvu utakmicu nokaut faze u povijesti Hrvatske mješovita momčad uvjerljivo gubi od reprezentacije Austrije, dok u borbi za 7. mjesto ostvaruju pobjedu protiv momčadi Nizozemske (B).
| Utakmice mix reprezentacije | Rezultat              | Faza natjecanja | Rezultat             | Utakmice Ženske reprezentacije |
| --------------------------- | --------------------- | --------------- | -------------------- | ------------------------------ |
| Hrvatska vs Italija         | 9-17                  | Grupna faza     | 15-11                | Nizozemska vs Hrvatska         |
| Hrvatska vs Češka           | 12-18                 | Grupna faza     | 22-6                 | Austrija vs Hrvatska           |
| Hrvatska vs Španjolska      | 27-5                  | Grupna faza     | 18-12                | Češka vs Hrvatska              |
| Četvrtfinale                | Četvrtfinale          | Završnica       | Od 5. do 8. mjesta   | Od 5. do 8. mjesta             |
| Hrvatska vs Austrija        | 12-20                 | Završnica       | 10-18                | Nizozemska vs Hrvatska         |
| Utakmica za 7. mjesto       | Utakmica za 7. mjesto | Završnica       | Utakmica za 5.mjesto | Utakmica za 5.mjesto           |
| Hrvatska vs Nizozemska (B)  | 17-11                 | Završnica       | 6-24                 | Švicarska vs Hrvatska          |

| #  | Mix reprezentacija | Ženska reprezentacija | #  |
| -- | ------------------ | --------------------- | -- |
| 9  | Mario Perić (c)    | Julijana Šestan (c)   | 20 |
| 13 | Luka Korša         | Blanka Genjga         | 3  |
| 15 | Matej Maričak      | Petra Čargonja        | 6  |
| 4  | Matej Kolar        | Antonija Bratić       | 12 |
| 14 | Dario Merlić       | Klara Gumbarević      | 28 |
| 1  | Dominik Krušelj    | Ana Šimunčić          | 2  |
| 22 | Katarina Lopac     | Ema Bogunović         | 16 |
| 28 | Klara Gumbarević   | Katarina Lopac        | 22 |
| 3  | Blanka Genjga      | Mario Perić           | T  |
| 6  | Petra Čargonja     | N/A                   |    |
| 20 | Julijana Šestan    | N/A                   |    |
| 12 | Antonija Bratić    | N/A                   |    |
| T  | Primož Kolbl       | N/A                   |    |

Muška reprezentacija bila je podijeljena u dvije ekipe; Hrvatska (A) i Hrvatska (B) dodgeball reprezentacija. Grupnu fazu natjecanja Hrvatska (A) otvorila je s dvama porazima Austrije (A) i Češke, dok je 3. mjesto u skupini ostvarila pobjedom protiv Španjolske. Momčad Hrvatska B, većinom sastavljena od debitanata na međunarodnim natjecanjima, ubilježila je tri poraza u skupini od momčadi Austrije (B), Švicarske (B) i Nizozemske (A). Obje momčadi su svoj nastup nastavile u borbi od 9. do 12. mjesta ostvarivši pobijede protiv Austrije (C), odnosno Španjolske, da bi na kraju u revijalnoj utakmici momčad Hrvatska (A) bila bolja od Hrvatske (B) i na taj način osvojila povijesno 9. mjesto na velikim natjecanjima.
| Utakmice Hrvatska (A)        | Rezultat | Faza natjecanja              | Rezultati | Utakmice Hrvatska (B)        |
| ---------------------------- | -------- | ---------------------------- | --------- | ---------------------------- |
| Hrvatska vs Austrija (A)     | 26-6     | Grupna faza                  | 26-4      | Austrija (B) vs Hrvatska     |
| Hrvatska vs Češka            | 8-16     | Grupna faza                  | 22-6      | Švicarska vs Hrvatska        |
| Hrvatska vs Španjolska       | 24-4     | Grupna faza                  | 23-7      | Nizozemska vs Hrvatska       |
| Hrvatska vs Španjolska       | 26-2     | Završnica od 9. – 12. mjesta | 12-16     | Austrija (C) vs Hrvatska     |
| Hrvatska (A) vs Hrvatska (B) | 20-12    | Završnica od 9. – 12. mjesta | 20-12     | Hrvatska (A) vs Hrvatska (B) |

| #  | Hrvatska (A)    | Hrvatska (B)     | #  |
| -- | --------------- | ---------------- | -- |
| 13 | Luka Korša (c)  | Matej Kolar (c)  | 4  |
| 22 | Nikola Čerjan   | Damir Delajković | 9  |
| 10 | Ivan Časar      | Vladimir Kolić   | 18 |
| 1  | Dominik Krušelj | Darko Božek      | 7  |
| 9  | Mario Perić     | Benjamin Tuškan  | 8  |
| 14 | Dario Merlić    | Matej Maričak    | 15 |
| 11 | Marko Bejić     | Filip Sabel      | 5  |
| 33 | Silvio Šimić    | Tomislav Šarenić | 21 |
| T  | Vladimir Kolić  | Primož Kolbl     | T  |

Europska Dodgeball federacija (EDF) na sastanku u Lausanni je odlučila kako će Hrvatska biti domaćin Europskog prvenstva u dodgeballu 2021. U svibnju 2020. Europska Dodgeball federacija objavljuje kako se, zbog pandemije uzrokovane korona virusom, sva planirana natjecanja pomiču za jednu godinu što je značilo kako će se Europsko prvenstvu u dodgeballu u Hrvatskoj održati na ljeto 2022. godine.

## Ostala natjecanja

#### Panonian kup 2019.
Hrvatska mix reprezentacija u rujnu 2019. sudjelovala je na prvom Panonian kupu koji se održava u mađarskom Siofoku. Na turniru su, uz Hrvatsku, sudjelovale momčadi Slovenije i Mađarske. Hrvatska dodgeball reprezentacija je u prvoj utakmici pobijedila domaćine rezultatom 24-0, dok je u sljedećoj utakmici ostvarila pobjedu protiv Slovenije rezultatom 14-10. Tim dvjema pobjedama Hrvatska mix reprezentacija je iz Mađarske ponijela prvi trofej u povijesti hrvatskog dodgeballa.